# Acer pycnanthum
Acer pycnanthum é uma espécie de árvore do gênero Acer, pertencente à família Aceraceae.